# Stazione di Bradford Forster Square
La stazione di Bradford Forster Square (in inglese: Bradford Forster Square railway station) è una stazione ferroviaria di Bradford in Inghilterra.